# 야오더펀
야오더펀(중국어: 姚德芬, 병음: Yáo Défēn, Yao Defen)(1972년 7월 15일~2012년 11월 13일)은 기네스 세계 기록에 등재된 여성 최장신이다. 그녀의 키는 234cm로 당시 여성 중 가장 큰 키를 가지고 있다. 2012년 11월 14일, 그녀는 거인병으로 인해 41세의 나이로 사망하였다.

## 같이 보기
- 술탄 쾨센
- 쩡진롄